# Sunny
Sunny (サニー?  Sanī) es un manga seinen creado por Taiyō Matsumoto. Fue serializada en la Monthly Ikki de Shogakukan desde 2010 hasta 2015.

## Argumento
Sunny cuenta la historia de un grupo de niños, que por circunstancias de la vida, acaban viviendo en una casa de acogida. En el jardín del refugio se encuentra un viejo Sunny 1200, un viejo coche que les permitirá abstraerse de la triste realidad.

## Recepción
El volumen 1 fue escogido como una de las Grandes Novelas Gráficas 2014 en la sección de ficción de la Young Adult Library Services Association. Ganó el premio a la Mejor Novela Gráfica en el 2.º Cartoonist Studio Prize. Estuvo nominado para la Edición Americana de Mejor Material Extranjero en los Harvey Awards de 2014.  En 2016, el manga ganó el 61.º Shogakukan Manga Award en la categoría General, compartiendolo con Umimachi Diary.